# 37セカンズ
『37セカンズ』（サーティセブンセカンズ、英語: 37 Seconds）は、2020年2月7日に公開された日米合作映画。監督のHIKARIの長編デビュー作、主演は佳山明が務めた。

## 概要
出生時に37秒間呼吸が止まったことで脳性麻痺となった女性が、母親の過剰な干渉に悩みながらも一人の人間として成長していく過程を描く。
第69回ベルリン国際映画祭パノラマ部門の観客賞及び国際アートシアター連盟賞受賞作。『CANTERING』（英語: CANTERING）と題し「サンダンス・インスティテュート/NHK賞」の2016-2017NHK推薦作品に選出された脚本の、NHKとの国際共同制作による映像化。
Netflixにて2020年4月17日から配信開始、日本以外の国でもNetflixにより配信予定である。
また、劇場公開版と異なる視点からテレビドラマ版が制作され、「国際共同制作バリバラドラマ」としてNHK BSプレミアムで2019年12月5日に放送された。
2021年、HIKARIが本作の監督を評価され第30回日本映画プロフェッショナル大賞新人監督賞、第61回日本映画監督協会新人賞を受賞。

## あらすじ
ユマは生まれてくる時に、37秒間息ができなかったことで脳性まひになった。入浴など生活するには母親が必須であるが、母親の愛が23歳の彼女にはうっとおしく思えてきた。ユマは漫画家としてプロとして活動するが、現実は人気漫画家・SAYAKAのゴーストライターどまり。。

## 登場人物

### 主要人物
貴田夢馬（たかだ ゆま）
演 - 佳山明
生後すぐ37秒息が止まっていたため、脳性マヒになった24歳の漫画家卵。ただし名前は表に出しておらずSAYAKAのアシスタントとして事実上のゴーストライターを務めている。本来描きたい作品を発表したい思いから漫画雑誌編集部への持ち込みを続ける。
オーディションにて選出された、先天性脳性麻痺を持つ23歳の女性の佳山が演じる。
貴田恭子
演 - 神野三鈴
ユマの母親。木彫り人形の作者。ユマの父親とは離婚し、ユマを一人で育ててる。
俊哉
演 - 大東駿介
ホームヘルパー。過去の出来事でトラウマを抱えている
舞
演 - 渡辺真起子
風俗嬢。クマを常連客に持ち、ユマとホテルで出会う。
クマ
演 - 熊篠慶彦
陽気な車いすの男。ユマの人生観に影響を与える。
SAYAKA
演 - 萩原みのり
ユマの同級生。人気少女漫画『彼は猫アレルギー』の作者。容姿もかわいらしいことからYouTuberとしても活動している。しかし実際の作画はユマが行っている。ユマをアシスタントとしている。
由香
演 - 芋生悠
タイの学校で先生をしている、ユマの双子の姉
客引きの男（Pinp）
演 - 渋川清彦
池谷
演 - 宇野祥平
ヒデ
演 - 奥野瑛太
女性向け風俗に勤める男。
理学療法士
演 - 石橋静河
古谷
演 - 尾美としのり
海沿いで宿を営む男。ユマの実の父の弟にあたる。ユマの父親は5年前に亡くなっている。
藤本
演 - 板谷由夏
ポルノ漫画雑誌「Weekly BOOM」の編集者。セックス経験がないユマにリアルさが足りないとアドバイスを送る。その後成長したユマの作品を見て、才能を見抜き他の雑誌社へ推薦する。

### その他の人物
COOL GUY
演 - 鳥居功太郎

NEET
演 - 小平大智

コスプレイヤー
演 - モクタール・D

SAYAKAの母
演 - おぞねせいこ

ゲイバー・スタッフ
演 - 外能久、川田美輝、長通悠陽

ドラァグクイーンズ
演 - チッコーネ、シュガー・ルゥ、ブイヤベース　

ポルノスター、「Weekly BOOM」Holding Voice Over
演 - 川上奈々美

ポルノアクターズ
演 - 寺田浩子、斉藤広大、風月杏介

## スタッフ
- 監督・脚本：HIKARI
- 企画・プロデューサー：山口晋、HIKARI
- エグゼクティブプロデューサー：住友大祐、山形龍司、中瀬古優一
- シニアプロデューサー：土屋勝裕
- 共同プロデューサー：松平保久、淺見朋子
- 協力プロデューサー：柳本千晶、岩堀恭⼀、岩堀昭
- ラインプロデューサー：小泉朋
- 撮影：江崎朋生、スティーブン・ブラハット
- 照明：三善章誉
- 録音：石貝洋
- 美術：宇山隆之
- ヘアメイク：百瀬広美
- スタイリスト：望月恵
- 編集：トーマス・A・クルーガー
- 音楽：アスカ・マツミヤ
- 挿入歌：CHAI「N.E.O.」
- 助監督：二宮孝平
- VFXスパーバイザー：小坂一順
- キャスティング：おおずさわこ
- スクリプター：樽角みほり
- 制作担当：岡本健志
- 劇中漫画作画：甘党一斗
- 劇中漫画原作：SACHIKO
- 配給：ラビットハウス
- 共同制作：NHK、NHKエンタープライズ
- 企画・製作：knockonwood Inc.

## 映画祭出品
- 第69回ベルリン国際映画祭 パノラマ部門（独・2019年）[5]
- 第18回トライベッカ映画祭 Viewpoints部門（米・2019年）
- 第44回トロント国際映画祭（加・2019年）
- 第32回東京国際映画祭 Japan Now部門（日・2019年）

## 受賞歴
- 第69回ベルリン国際映画祭パノラマ部門
  - 観客賞
  - 国際アートシアター連盟賞
- 2020年度新藤兼人賞 金賞（HIKARI）[10]
- 第42回ヨコハマ映画祭 2020年度日本映画ベストテン 次点[11]
- 第33回日刊スポーツ映画大賞・石原裕次郎賞 助演女優賞（渡辺真起子、『浅田家!』などと合わせて）[12]
- 第75回毎日映画コンクール スポニチグランプリ新人賞（佳山明）[13]
- 第94回キネマ旬報ベスト・テン
  - 日本映画ベスト・テン第6位
  - 助演男優賞（宇野祥平、『罪の声』ほかと合わせて）[14]
- 第61回日本映画監督協会新人賞（HIKARI）[15]

## テレビドラマ
劇場公開版と異なる視点により制作され、「国際共同制作バリバラドラマ」としてNHK BSプレミアムで2019年12月5日の23時45分から12月6日の0時59分に放送された。テレビドラマ用の再編集にあたり、映画版とは異なるストーリーが織り込まれ、全く異なったエンディングが採用されている。
NHK Eテレにて2020年1月4日の15時から16時29分に、またNHK BSプレミアムにて同年2月1日の0時26分から1時55分、NHK BS4Kにて同日19時30分から20時59分に再放送された。

### キャスト
- 夢馬 - 佳山明
- 母 - 神野三鈴
- 俊哉 - 大東駿介
- 舞 - 渡辺真起子
- サヤカ - 萩原みのり
- 池谷 - 宇野祥平
- ヒデ - 奥野瑛太
- 藤本 - 板谷由夏

### スタッフ（テレビドラマ）
- 作・演出 - HIKARI
- 音楽 - アスカ・マツミヤ
- 制作統括 - 土屋勝裕
- プロデューサー -  山口晋、HIKARI
- 国際共同制作 - knockonwood Inc.、SYNEPIC Entertainment, Inc.
- 制作・著作 - NHK

### 関連番組
- BS1スペシャル『もう一つの「37セカンズ」〜車椅子女子の挑戦〜』（2020年2月2日 22:00 - 22:49、NHK BS1）[18][19]

## 漫画
ウェブコミック配信サイト「くらげバンチ」（新潮社）にて2022年4月22日から2024年9月13日まで連載された。作画は栗原陽平であり、栗原にとっては単行本化された初めての作品でもある。連載中より、その独創性や作風で話題を集めた。単行本第1巻発売に際しては、『海が走るエンドロール』で知られる漫画家のたらちねジョンが、その純粋さ、苦しさ、胸に響くさまを評価し、「嫌いな自分と好きな自分、『私』を構成する臭くて美しくて形のないものたちの感触を知る体験ができる漫画」と、コメントを寄せた。

### 書誌情報
- HIKARI・栗原陽平 『37セカンズ』 新潮社〈バンチコミックス〉、全3巻
  1. 2022年12月15日発行（2022年12月8日発売[23]）ISBN 978-4-10-772547-9
  2. 2023年11月9日発売[24]、ISBN 978-4-10-772661-2
  3. 2024年10月8日発売[25]、ISBN 978-4-10-772756-5